# Die Füchsin: Spur auf der Halde
Spur auf der Halde ist ein deutscher Fernsehfilm von Samira Radsi aus dem Jahr 2017. Es handelt sich um die zweite Folge der ARD-Krimireihe Die Füchsin mit Lina Wendel und Karim Chérif in den Hauptrollen. Die Haupt-Gaststars dieser Folge sind Tanja Schleiff, Torsten Michaelis und Dirk Borchardt.

## Handlung
Youssef El Kilali hat sich, nach seinem ersten Erfolg als Detektiv, einfallen lassen, diese Dienstleistung mit als neue Geschäftsidee anzubieten. So hat er sich Visitenkarten drucken lassen und diese gleich bei allen seinen Kunden verteilt. Voller Stolz präsentiert er Anne Marie Fuchs seinen ersten Auftrag, deren Begeisterung sich jedoch in Grenzen hält. Sie möchte eigentlich nur ihre Ruhe haben. Kurz entschlossen fährt Youssef allein zu seiner Auftraggeberin und findet Astrid Altmann zu seinem Schreck erschlagen in ihrer Wohnung vor. Während El Kilali noch vor der Leiche kniet, erscheint Altmanns Tochter, was dazu führt, dass man ihn für den Täter hält. Nun ist es an der erfahrenen Anne Marie Fuchs, El Kilali zu helfen, seine Unschuld zu beweisen. Ihre erste Spur führt sie zu Carsten Mehring, dem Schwiegersohn des Opfers. Dieser ist Inhaber der „Sand und Kies KG“ und die Detektive haben den begründeten Verdacht, dass Mehring illegal umweltschädlichen Abfall in der Kiesgrube entsorgt. Sollte seine Schwiegermutter dies erfahren haben, wäre dies durchaus ein Motiv für einen Mord. Fuchs und El Kilali informieren Katja Mehring über ihren Verdacht und diese engagiert die beiden auf der Stelle, um zu klären, was ihre Mutter herausgefunden haben könnte. Sie stellt ihnen auch gleich Bürgermeister Röpers vor, für den ihre Mutter gearbeitet hatte.
Bei ihren Recherchen finden Fuchs und El Kilali heraus, dass die gesamte Siedlung, für die Röpers Bürgermeister ist, demnächst dem Braunkohle-Tagebau weichen sollte. Astrid Altmann hatte ihr Haus deshalb bereits verkauft, und zwar an ihren Schwiegersohn Carsten Mehring. Bei näherer Untersuchung finden sich unzählige Kaufverträge von weiteren Häusern, die er als Strohmann für einen luxemburgischen Immobilienfonds erworben hat. Als Fuchs und El Kilali ihn zur Rede stellen wollen, finden sie ihn tot in seiner Kiesgrube. Der Fonds gehört einer Bettina Mischinger, über die Fuchs recherchiert und herausfindet, dass der geplante Tagebau nicht so groß ausfallen wird, wie ursprünglich geplant war. Daher haben die Bewohner ihre Häuser ohne zwingenden Grund und weit unter ihrem Marktwert verkauft. Den Gewinn des wesentlich höheren Preises bei einem Rückverkauf an die alten Besitzer würde Bettina Mischinger einstreichen. Zudem hat sie auf einem Teil der Grundstücke den Bau eines riesigen Outletcenters geplant, was Fuchs mit Hilfe von El Kilalis Nichte Saida herausfindet, die besondere Qualitäten im Umgang mit Computern hat und den E-Mail-Account von Mischinger zu knacken vermag. Weiterhin findet sich ein Beratervertrag zwischen Mischinger und Bürgermeister Röpers, der ein ordentliches Schweigegeld erhalten hat, damit er dem Ganzen zustimmt. Das hatte auch Astrid Altmann herausgefunden, da sie ja im Bürgermeisteramt arbeitete und deshalb hatte Röpers sie zum Schweigen gebracht. Ebenso wie ihren Schwiegersohn, von dem er über kurz oder lang verraten worden wäre.
Fuchs und El Kilali teilen ihre Erkenntnisse Katja Mehring mit und haben damit ihren Detektivauftrag eigentlich erledigt. Doch das genügt ihnen nicht. Sie wollen den Mörder überführen und auch den Betrügern das Handwerk legen. Mit einem Trick, locken sie sie aus der Reserve. Doch damit begeben sie sich selbst in Lebensgefahr, denn Röpers bringt Fuchs und El Kilali in seine Gewalt und verschleppt sie in Mehrings Kieswerk. Dort will er sie lebendig unter einem Kiesberg begraben. Zum Glück ist Kriminalhauptkommissar Eisner auf der Suche nach Fuchs, weil er verärgert darüber ist, dass sie sich wieder einmal in seine Ermittlungen eingemischt hat. So kann er die beiden Detektive im letzten Moment retten und Röpers festnehmen.

## Produktion

### Dreharbeiten
Gedreht wurde im Zeitraum 25. April bis 25. Mai in Köln sowie in Düsseldorf und Umgebung. Es handelt sich um eine Produktion der Odeon TV im Auftrag der ARD Degeto und des WDR für das Programm der ARD Das Erste. Die Redaktion lag für den WDR bei Götz Schmedes und für die ARD Degeto bei Katja Kirchen.

### Hintergrund
Anne Maria Fuchs gesteht Youssef El Kilali, dass sie 1992 für zweieinhalb Jahre wegen Verrats ins Gefängnis musste. Lina Wendel antwortete auf die Frage, wie sich das Verhältnis zwischen ihrer Rolle Anne Marie Fuchs und Youssef El Kilali im zweiten Fall ändere, dass Anne Marie Youssef immer vertraue und anfange, ihn näher an sich heranzulassen. Ganz „zart und leise“ beginne zwischen ihnen so etwas wie eine Freundschaft. Vertrauen und Freundschaft müsse Anne erst wieder lernen. Angesprochen darauf, wie der Dreh in der Schaufel eines riesigen Radlager-Baggers gewesen sei, meinte Wendel, sehr staubig!!! Es habe aber ganz viel Freude bereitet. Sie schätze es sehr, geistig wie auch körperlich bis an ihre Grenzen zu gehen. Von Karim Cherif wollte man wissen, was ihn in seiner Rolle dazu bewogen habe, kurzerhand ein Ermittler Start up Fuchs & El Kilali zu gründen. Es sei Youssef natürlich nicht entgangen, dass Anne eine sehr gute Ermittlerin sei, antwortete der Schauspieler. Das habe Youssefs Geschäftssinn geweckt. Er erhoffe sich davon einerseits Abwechslung von seinem Gebrauchtwarenladen, andererseits sei er überzeugt, Anne und sich gleichermaßen einen Gefallen damit getan zu haben. Befragt, ob es eine Szene gebe, die ihm besonders in Erinnerung geblieben sei, verwies Cherif auf die Szene in Carsten Mehrings Büro in der Kiesgrube, in der Anne und er in die Rollen zwielichtiger Gestalten hätten schlüpfen müssen. Ralf Kindler antwortete auf die Frage, worauf er beim Schreiben des zweiten Drehbuchs für Serie besonderes Augenmerk gelegt habe, dass es politischer werde. Politisch in dem Sinne, dass der Kriminalfall, in den die Füchsin verstrickt werde, von der Macht des großen Geldes erzähle und von der Ohnmacht der Menschen, die den Renditen und Dividenden im Weg stehen würden.

## Rezeption

### Einschaltquote
Die Erstausstrahlung von Die Füchsin – Spur auf der Halde am 23. Februar 2017 im Ersten erreichte 4,29 Millionen Zuschauer und einen Marktanteil von 13,2 Prozent.

### Kritik
Volker Bergmeister gab dem Film auf der Seite tittelbach.tv vier von sechs möglichen Sternen und war der Ansicht: In diesem „zweiten Film der Krimireihe ‚Die Füchsin‘ kann der Fall kaum überzeugen: Die Figuren sind mäßig interessant, der politisch-kritische Ansatz mündet in Langeweile und in eine plakative Botschaft. Sehenswert weiterhin Lina Wendel als einfallsreiche Ex-Agentin mit tragischer Vorgeschichte, von der hier wieder ein wenig mehr zum Vorschein kommt. Mit dem arabischstämmigen Youssef bildet sie dank humorvoller Dialoge ein unterhaltsames Duo.“ Was den Film „dann doch über das Vorabend-Krimi-Niveau“ heraushebe, sei „die Titelfigur und das Zusammenspiel von zwei ungewöhnlichen Ermittler-Typen“.
Die Redaktion von TV Spielfilm zeigte mit dem Daumen nach oben, gab für Humor, Anspruch und Action je einen und für Spannung zwei von drei möglichen Punkten und meinte, die „anfangs etwas unübersichtliche Handlung“ werde „begleitet von weiteren Andeutungen über die düstere Vergangenheit der ‚Füchsin‘ in der DDR“. Lina Wendel habe „als schuldbeladene, aber stets mit kühlem Verstand agierende Detektivin eine starke Präsenz“. Das „Zusammenspiel und die Dialoge zwischen Wendel und Karim Cherif als ihrem Sidekick“ lockerten „den Fall mit erstaunlich viel Situationskomik auf“. Fazit: „Überzeugt durch Witz und politische Zwischentöne.“